# Shake Your Hips
«Shake Your Hips» —en español: «Menea las caderas»—, es una canción escrita e interpretada por primera vez en 1965 por el músico de blues estadounidense, Slim Harpo.
La canción ha sido grabada por numerosos artistas, incluyendo a The Rolling Stones (en su álbum Exile on Main St.) Otras versiones destacadas son la de Joan Osborne (incluida en su álbum Bring It On Home) y la de los Legendary Shack Shakers (de su álbum de 2003 Cockadoodledon't).

## Versión de The Rolling Stones
Fue idea de Mick Jagger grabar «Shake Your Hips» para el álbum, el es un gran fan de Harpo. Los Stones ya habían grabado una canción de él en su primer álbum «I'm a King Bee». La banda grabó la canción en Londres, pero la reelaboraron durante su estadía en la casa de Keith Richards en el sur de Francia, donde la banda se encontraba grabando Exile on Main St. Fue registrada para sonar como una "grabación de los 50s".

### Personal
Acreditados:
- Mick Jagger: voz, armónica
- Keith Richards: guitarra eléctrica
- Mick Taylor: guitarra eléctrica
- Bill Wyman: bajo
- Charlie Watts: batería
- Ian Stewart: piano
- Bobby Keys: saxofón